# Драфт НХЛ 2015
Драфт новачків НХЛ 2015 відбувся 26-27 червня у місті Санрайз на арені BB&T Center, що є домашнім майданчиком для команди НХЛ Флорида Пантерс.

## Вікові рамки
До драфту 2015-го року допускаються гравці народжені в період між 1 січня 1995 та 15 вересня 1997 року. Хокеїсти 1994 року народження також можуть бути обраними на драфті, але лише за таких умов: вони не задрафтовані жодним клубом НХЛ; вони не є північноамериканцями. Гравці, народжені після 30 червня 1995 року, котрі були обрані на драфті 2013-го року, але не отримали контракт від команди НХЛ, можуть вийти на повторний драфт.

## Драфт-лотерея
Право першого вибору на драфті отримала команда Едмонтон Ойлерс. Баффало Сейбрс, котрі закінчили чемпіонат на останньому місці, будуть обирати другими.

## Рейтинг гравців
8 квітня 2015 року Центральне скаутське бюро НХЛ підготувало остаточні списки молодих хокеїстів, котрі є доступними на даному драфті. Рейтинги зіставлені для польових гравців та голкіперів, що виступають в Північній Америці та Європі відповідно.
| Рейтинг | Польові гравці з Півн. Америки | Польові гравці з Європи |
| ------- | ------------------------------ | ----------------------- |
| 1       | Коннор Мак-Девід               | Мікко Рантанен          |
| 2       | Джек Ейчел                     | Габріель Карлссон       |
| 3       | Ноа Ганіфін                    | Якоб Ларссон            |
| 4       | Ділан Строум                   | Йоель Ерікссон Ек       |
| 5       | Лоусон Краус                   | Міхаел Шпачек           |
| 6       | Мітчелл Марнер                 | Олівер Кюлінгтон        |
| 7       | Іван Проворов                  | Денис Гур'янов          |
| 8       | Павел Заха                     | Робін Ковач             |
| 9       | Зак Веренскі                   | Філіп Аль               |
| 10      | Тімо Маєр                      | Єнс Лооке               |

| Рейтинг | Голкіпери з Півн. Америки | Голкіпери з Європи     |
| ------- | ------------------------- | ---------------------- |
| 1       | Маккензі Блеквуд          | Ілля Самсонов          |
| 2       | Каллум Бут                | Даніел Владарж         |
| 3       | Самюель Монтембо          | Фелікс Сандстрем       |
| 4       | Ейдін Гілл                | Алеш Стезка            |
| 5       | Матей Томек               | Йорен ван Поттельберге |

## Вибір за раундами

### Перший раунд
| №  | Гравець               | Громадянство | Клуб НХЛ                                                       | Попередня команда                 |
| -- | --------------------- | ------------ | -------------------------------------------------------------- | --------------------------------- |
| 1  | Коннор Мак-Девід (Ц)  | Канада       | Едмонтон Ойлерс                                                | Ері Оттерс (ОХЛ)                  |
| 2  | Джек Ейчел (Ц)        | США          | Баффало Сейбрс                                                 | Бостонський університет (NCAA)    |
| 3  | Ділан Строум (Ц)      | Канада       | Аризона Койотс                                                 | Ері Оттерс (ОХЛ)                  |
| 4  | Мітчелл Марнер (Ц)    | Канада       | Торонто Мейпл-Ліфс                                             | Лондон Найтс (ОХЛ)                |
| 5  | Ноа Ганіфін (З)       | США          | Кароліна Гаррікейнс                                            | Бостонський коледж (NCAA)         |
| 6  | Павел Заха (Ц)        | Чехія        | Нью-Джерсі Девілс                                              | Сарнія Стінг (ОХЛ)                |
| 7  | Іван Проворов (З)     | Росія        | Філадельфія Флайєрс                                            | Брендон Віт-Кінгс (ЗХЛ)           |
| 8  | Зак Веренскі (З)      | США          | Колумбус Блю-Джекетс                                           | Мічиганський університет (НКАА)   |
| 9  | Тімо Маєр (ПН)        | Швейцарія    | Сан-Хосе Шаркс                                                 | Галіфакс Мусгедс (QMJHL)          |
| 10 | Мікко Рантанен (ПН)   | Фінляндія    | Колорадо Аваланш                                               | ТПС Турку                         |
| 11 | Лоусон Краус (ЛН)     | Канада       | Флорида Пантерс                                                | Кінгстон Фронтенакс (ОХЛ)         |
| 12 | Денис Гур'янов (ПН)   | Росія        | Даллас Старс                                                   | Лада Тольятті                     |
| 13 | Якуб Зборжил (З)      | Чехія        | Бостон Брюїнс (з Лос-Анджелеса)                                | Сент-Джон Сі-Догс (QMJHL)         |
| 14 | Джейк ДеБраск (ЛН)    | Канада       | Бостон Брюїнс                                                  | Свіфт-Каррент Бронкос (ЗХЛ)       |
| 15 | Закарі Сенишин (ПН)   | Канада       | Бостон Брюїнс (з Калгарі)                                      | Су-Сент-Марі Грейхаундс (ОХЛ)     |
| 16 | Метью Барзал (Ц)      | Канада       | Нью-Йорк Айлендерс (з Піттсбурга через Едмонтон)               | Сієтл Тандербердс (ЗХЛ)           |
| 17 | Кайл Коннор (ЛН)      | США          | Вінніпег Джетс                                                 | Янгстаун Фантомс (ХЛСШ)           |
| 18 | Тома Шабо (З)         | Канада       | Оттава Сенаторс                                                | Сент-Джон Сі-Догс (QMJHL)         |
| 19 | Євген Свєчников (ЛН)  | Росія        | Детройт Ред-Вінгс                                              | Кейп-Бретон Скрімінг-Іглс (QMJHL) |
| 20 | Йоель Ерікссон Ек (Ц) | Швеція       | Міннесота Вайлд                                                | Фер'єстад Карлстад                |
| 21 | Колін Вайт (Ц)        | США          | Оттава Сенаторс (з НЙ Айлендерс через Баффало)                 | U.S. NTDP (ХЛСШ)                  |
| 22 | Ілля Самсонов (В)     | Росія        | Вашингтон Кепіталс                                             | Металург Магнітогорськ            |
| 23 | Брок Боусер (ПН)      | США          | Ванкувер Канакс                                                | Вотерло Блекгокс (ХЛСШ)           |
| 24 | Тревіс Конечни (Ц)    | Канада       | Філадельфія Флайєрс (з Нашвілла через Торонто)                 | Оттава Сіксті-Севенс (ОХЛ)        |
| 25 | Джек Рослович (Ц)     | США          | Вінніпег Джетс (з Сент-Луїса через Баффало)                    | U.S. NTDP (ХЛСШ)                  |
| 26 | Ноа Джулсен (З)       | Канада       | Монреаль Канадієнс                                             | Еверетт Сілвертіпс (ЗХЛ)          |
| 27 | Якоб Ларссон (З)      | Швеція       | Анагайм Дакс                                                   | Фрелунда Гетеборг                 |
| 28 | Антоні Бовільє (ЛН)   | Канада       | Нью-Йорк Айлендерс (з НЙ Рейнджерс через Тампу-Бей)            | Шавініган Катарактс (QMJHL)       |
| 29 | Габріель Карлссон (З) | Швеція       | Колумбус Блю-Джекетс (з Тампи-Бей через Філадельфію і Торонто) | ХК Лінчепінг                      |
| 30 | Нік Мерклі (ПН)       | Канада       | Аризона Койотс (з Чикаго)                                      | Келоуна Рокетс (ЗХЛ)              |

### Другий раунд
| №  | Гравець                    | Громадянство | Клуб НХЛ                                                      | Попередня команда              |
| -- | -------------------------- | ------------ | ------------------------------------------------------------- | ------------------------------ |
| 31 | Жеремі Руа (З)             | Канада       | Сан-Хосе Шаркс (з Баффало через Колорадо)                     | Шербрук Фінікс (QMJHL)         |
| 32 | Крістіан Фішер (ПН)        | США          | Аризона Койотс                                                | U.S. NTDP (ХЛСШ)               |
| 33 | Мітчелл Стефенс (Ц)        | Канада       | Тампа-Бей Лайтнінг (з Едмонтона через НЙ Айлендерс)           | Сагіно Спіріт (ОХЛ)            |
| 34 | Тревіс Дермотт (З)         | Канада       | Торонто Мейпл-Ліфс (з Торонто через Лос-Анджелес і Колумбус)  | Ері Оттерс (ОХЛ)               |
| 35 | Себастьян Ахо (ЛН)         | Фінляндія    | Кароліна Гаррікейнс                                           | Кярпят Оулу                    |
| 36 | Габріель Ганьє (ПН)        | Канада       | Оттава Сенаторс (з Нью-Джерсі)                                | Вікторіявілль Тігрес (QMJHL)   |
| 37 | Брендон Карло (З)          | США          | Бостон Брюїнс (з Філадельфії через НЙ Айлендерс)              | Трай-Сіті Американс (ЗХЛ)      |
| 38 | Пол Біттнер (ЛН)           | США          | Колумбус Блю-Джекетс                                          | Портленд Вінтергокс (ЗХЛ)      |
| 39 | Ей-Джі Грір (ЛН)           | Канада       | Колорадо Аваланш (з Сан-Хосе)                                 | Бостонський університет (НКАА) |
| 40 | Нікола Мелош (З)           | Канада       | Колорадо Аваланш                                              | Бе-Комо Драккар (QMJHL)        |
| 41 | Раєн Гропп (ЛН)            | Канада       | Нью-Йорк Рейнджерс (з Флориди через Нью-Джерсі через Анагайм) | Сієтл Тандербердс (ЗХЛ)        |
| 42 | Маккензі Блеквуд (В)       | Канада       | Нью-Джерсі Девілс (з Далласа через Оттаву)                    | Беррі Колтс (ОХЛ)              |
| 43 | Ерік Чернак (З)            | Словаччина   | Лос-Анджелес Кінгс (з Лос-Анджелеса через Баффало)            | ХК Кошице                      |
| 44 | Меттью Спенсер (З)         | Канада       | Тампа-Бей Лайтнінг (з Бостона)                                | Пітерборо Пітс (ОХЛ)           |
| 45 | Якоб Форсбака-Карлссон (Ц) | Швеція       | Бостон Брюїнс (з Калгарі)                                     | Омаха Лансерс (ХЛСШ)           |
| 46 | Даніел Спронг (ПН)         | Нідерланди   | Піттсбург Пінгвінс                                            | Шарлоттаун Айлендерс (QMJHL)   |
| 47 | Дженсен Гаркінс (Н)        | Канада       | Вінніпег Джетс                                                | Прінс-Джордж Кугарс (ЗХЛ)      |
| 48 | Філіп Хлапик (Н)           | Чехія        | Оттава Сенаторс                                               | Шарлоттаун Айлендерс (QMJHL)   |
| 49 | Роопе Гінц (ЛН)            | Фінляндія    | Даллас Старс (з Детройта)                                     | Ільвес Тампере                 |
| 50 | Джордан Грінвей (ЛН)       | США          | Міннесота Вайлд                                               | U.S. NTDP (ХЛСШ)               |
| 51 | Брендан Гуле (З)           | Канада       | Баффало Сейбрс (з НЙ Айлендерс)                               | Прінс-Альберт Рейдерс (ЗХЛ)    |
| 52 | Жеремі Лозон (З)           | Канада       | Бостон Брюїнс (з Вашингтона через Калгарі)                    | Руен-Норанда Хаскіс (QMJHL)    |
| 53 | Расмус Андерссон (З)       | Швеція       | Калгарі Флеймс (з Ванкувера)                                  | Беррі Колтс (ОХЛ)              |
| 54 | Грем Нотт (ЛН)             | Канада       | Чикаго Блекгокс                                               | Ніагара АйсДогс (ОХЛ)          |
| 55 | Яків Тренін (Ц)            | Росія        | Нашвілл Предаторс                                             | Гатіно Олімпік (QMJHL)         |
| 56 | Вінс Данн (З)              | Канада       | Сент-Луїс Блюз                                                | Ніагара АйсДогс (ОХЛ)          |
| 57 | Йонас Зігенталер (З)       | Швейцарія    | Вашингтон Кепіталс (з Монреаля через Едмонтон і НЙ Рейнджерс) | ЦСК Лайонс                     |
| 58 | Кевін Стенлунд (Ц)         | Швеція       | Колумбус Блю-Джекетс (з Анагайма)                             | ГВ-71 Єнчопінг                 |
| 59 | Юліус Няттянен (Ц)         | Фінляндія    | Анагайм Дакс (з НЙ Рейнджерс)                                 | ЮІП Ювяскюля                   |
| 60 | Олівер Кюлінгтон (З)       | Швеція       | Калгарі Флеймс (з Тампи-Бей через НЙ Рейнджерс і Аризону)     | АІК Стокгольм                  |
| 61 | Джеремі Бракко (ПН)        | США          | Торонто Мейпл-Ліфс (з Чикаго через Філадельфію)               | U.S. NTDP (ХЛСШ)               |

### Третій раунд
| №  | Гравець                  | Громадянство | Клуб НХЛ                                          | Попередня команда                |
| -- | ------------------------ | ------------ | ------------------------------------------------- | -------------------------------- |
| 62 | Робін Ковач (ПН)         | Швеція       | Нью-Йорк Рейнджерс (з Баффало через Вашингтон)    | АІК Стокгольм                    |
| 63 | Кайл Капоб'янко (З)      | Канада       | Аризона Койотс                                    | Садбері Вулвс (ОХЛ)              |
| 64 | Денніс Ян (ЛН)           | США          | Тампа-Бей Лайтнінг (з Едмонтона через Анагайм)    | Шавініган Катарактс (QMJHL)      |
| 65 | Ендрю Нільсен (З)        | Канада       | Торонто Мейпл-Ліфс                                | Летбридж Гаррікейнс (ЗХЛ)        |
| 66 | Гійом Брізбуа (З)        | Канада       | Ванкувер Канакс (з Кароліни)                      | Акаді-Батерст Тайтен (QMJHL)     |
| 67 | Блейк Спірс (Ц)          | Канада       | Нью-Джерсі Девілс                                 | Су-Сент-Марі Грейхаундс (ОХЛ)    |
| 68 | Мартіньш Дзієркалс (ЛН)  | Латвія       | Торонто Мейпл-Ліфс (з Філадельфії через Колумбус) | ХК Рига                          |
| 69 | Кіган Колесар (ПН)       | Канада       | Колумбус Блю-Джекетс                              | Сієтл Тандербердс (ЗХЛ)          |
| 70 | Фелікс Сандстрем (В)     | Швеція       | Філадельфія Флайєрс (з Сан-Хосе)                  | Брюнес Євле                      |
| 71 | Жан-Крістоф Боден (Ц)    | Канада       | Колорадо Аваланш                                  | Руен-Норанда Хаскіс (QMJHL)      |
| 72 | Ентоні Сіреллі (Ц)       | Канада       | Тампа-Бей Лайтнінг (з Флориди через НЙ Айлендерс) | Ошава Дженералс (ОХЛ)            |
| 73 | Вілі Сааріярві (З)       | Фінляндія    | Детройт Ред-Вінгс (з Далласа)                     | Грін-Бей Гемблерс (ХЛСШ)         |
| 74 | Олександр Дергачов (Ц)   | Росія        | Лос-Анджелес Кінгс                                | СКА-1946 Санкт-Петербург         |
| 75 | Даніел Владарж (В)       | Чехія        | Бостон Брюїнс                                     | Ретиржі Кладно                   |
| 76 | Едін Гілл (В)            | США          | Аризона Койотс (з Калгарі)                        | Портленд Вінтергокс (ЗХЛ)        |
| 77 | Самюель Монтембо (В)     | Канада       | Флорида Пантерс (з Піттсбурга)                    | Бленвіль-Буабріан Армада (QMJHL) |
| 78 | Ерік Фолі (ЛН)           | США          | Вінніпег Джетс                                    | Седар-Рапідс РафРайдерс (ХЛСШ)   |
| 79 | Сергій Зборовський (З)   | Росія        | Нью-Йорк Рейнджерс (з Оттави через Едмонтон)      | Реджайна Петс (ЗХЛ)              |
| 80 | Брент Гейтс (Ц)          | США          | Анагайм Дакс (з Детройта через Колумбус)          | Грін-Бей Гемблерс (ХЛСШ)         |
| 81 | Брендан Воррен (ЛН)      | США          | Аризона Койотс (з Міннесоти)                      | U.S. NTDP (ХЛСШ)                 |
| 82 | Мітчелл Ванде Сомпел (З) | Канада       | Нью-Йорк Айлендерс                                | Ошава Дженералс (ОХЛ)            |
| 83 | Єнс Лооке (ПН)           | Швеція       | Аризона Койотс (з Вашингтона через Калгарі)       | Брюнес Євле                      |
| 84 | Девен Сідерофф (ПН)      | Канада       | Анагайм Дакс (з Ванкувера)                        | Камлупс Блейзерс (ЗХЛ)           |
| 85 | Томмі Новак (Ц)          | США          | Нашвілл Предаторс                                 | Вотерло Блек-Гокс (ХЛСШ)         |
| 86 | Майк Робінсон (В)        | США          | Сан-Хосе Шаркс (з Сент-Луїса через Едмонтон)      | Академія Лоуренса (USHS)         |
| 87 | Лукас Вейдемо (Ц)        | Швеція       | Монреаль Канадієнс                                | Юргорден Стокгольм               |
| 88 | Томас Шеміч (З)          | Канада       | Флорида Пантерс (з Анагайма)                      | Оуен-Саунд Аттак (ОХЛ)           |
| 89 | Алексі Саарела (Ц)       | Фінляндія    | Нью-Йорк Рейнджерс                                | Ессят Порі                       |
| 90 | Матей Томек (В)          | Словаччина   | Філадельфія Флайєрс (з Тампи-Бей)                 | Топека РоудРаннерс (NAHL)        |
| 91 | Денніс Гілберт (З)       | США          | Чикаго Блекгокс                                   | Чикаго Стіл (ХЛСШ)               |

### Четвертий раунд
| №   | Гравець                    | Громадянство | Клуб НХЛ                                                | Попередня команда             |
| --- | -------------------------- | ------------ | ------------------------------------------------------- | ----------------------------- |
| 92  | Вільям Борген (З)          | США          | Баффало Сейбрс                                          | Мургед Спадс (USHS)           |
| 93  | Каллум Бут (В)             | Канада       | Кароліна Гаррікейнс (з Аризони через Вашингтон)         | Квебек Ремпартс (QMJHL)       |
| 94  | Адам Мусіл (Ц)             | Канада       | Сент-Луїс Блюз (з Едмонтона)                            | Ред-Дір Ребелс (ЗХЛ)          |
| 95  | Єспер Ліндгрен (З)         | Швеція       | Торонто Мейпл-Ліфс                                      | МОДО Ерншельдсвік             |
| 96  | Нікола Руа (Ц)             | Канада       | Кароліна Гаррікейнс                                     | Шікутімі Сагенінс (QMJHL)     |
| 97  | Колтон Вайт (З)            | Канада       | Нью-Джерсі Девілс                                       | Су-Сент-Марі Грейхаундс (ОХЛ) |
| 98  | Семюел Дав-Макфоллс (ЛН)   | Канада       | Філадельфія Флайєрс                                     | Сент-Джон Сі-Догс (QMJHL)     |
| 99  | Остін Вагнер (ЛН)          | Канада       | Лос-Анджелес Кінгс (з Колумбуса через Філадельфію)      | Реджайна Петс (ЗХЛ)           |
| 100 | Антоні Рішар (Ц)           | Канада       | Нашвілл Предаторс (з Сан-Хосе)                          | Валь-д'Ор Форерс (QMJHL)      |
| 101 | Андрій Миронов (З)         | Росія        | Колорадо Аваланш                                        | Динамо Москва                 |
| 102 | Денис Мальгін (Ц)          | Швейцарія    | Флорида Пантерс                                         | ЦСК Лайонс Цюрих              |
| 103 | Кріс Мартене (З)           | США          | Даллас Старс                                            | Лондон Найтс (ОХЛ)            |
| 104 | Михайло Воробйов (Ц)       | Росія        | Філадельфія Флайєрс (з Лос-Анджелеса)                   | Толпар Уфа                    |
| 105 | Джессі Габріель (ЛН)       | Канада       | Бостон Брюїнс                                           | Реджайна Петс (ЗХЛ)           |
| 106 | Адам Гелевка (ЛН)          | Канада       | Сан-Хосе Шаркс (з Калгарі)                              | Спокен Чіфс (ЗХЛ)             |
| 107 | Крістіан Воланін (З)       | Канада       | Оттава Сенаторс (з Піттсбурга через Торонто і Едмонтон) | Маскегон Ламберджекс (ХЛСШ)   |
| 108 | Міхаел Шпачек (ПН)         | Чехія        | Вінніпег Джетс                                          | ХК Пардубице                  |
| 109 | Філіп Аль (ЛН)             | Швеція       | Оттава Сенаторс                                         | ГВ71 Єнчепінг                 |
| 110 | Йорен ван Поттельберге (В) | Швейцарія    | Детройт Ред-Вінгс                                       | ХК Лінчепінг                  |
| 111 | Алеш Стезка (В)            | Чехія        | Міннесота Вайлд                                         | Білі Тигржі Ліберець          |
| 112 | Паркер Возерспун (З)       | Канада       | Нью-Йорк Айлендерс                                      | Трай-Сіті Амеріканс (ЗХЛ)     |
| 113 | Бред Моррісон (З)          | Канада       | Нью-Йорк Рейнджерс (з Вашингтона)                       | Прінс-Джордж Кугарс (ЗХЛ)     |
| 114 | Дмитро Жукенов (Ц)         | Росія        | Ванкувер Канакс                                         | Авангард-2 Омськ              |
| 115 | Александр Карр'є (З)       | Канада       | Нашвілл Предаторс                                       | Гатіно Олімпік (QMJHL)        |
| 116 | Глен Гоудін (Ц)            | Канада       | Сент-Луїс Блюз                                          | Свіфт-Каррент Бронкос (ЗХЛ)   |
| 117 | Калеб Джонс (З)            | США          | Едмонтон Ойлерс (з Монреаля)                            | U.S. NTDP (ХЛСШ)              |
| 118 | Йонне Таммела (ПН)         | Фінляндія    | Тампа-Бей Лайтнінг (з Анагайма)                         | КалПа Куопіо                  |
| 119 | Даніель Бернгардт (ПН)     | Швеція       | Нью-Йорк Рейнджерс                                      | Юргорден Стокгольм            |
| 120 | Матьє Жозеф (ПН)           | Канада       | Тампа-Бей Лайтнінг                                      | Сент-Джон Сі-Догс (QMJHL)     |
| 121 | Раєн Ші (З)                | США          | Чикаго Блекгокс                                         | Бостонський коледж            |

### П'ятий раунд
| №   | Гравець               | Громадянство | Клуб НХЛ                                      | Попередня команда              |
| --- | --------------------- | ------------ | --------------------------------------------- | ------------------------------ |
| 122 | Девенте Стефенс (З)   | Канада       | Баффало Сейбрс                                | Келоуна Рокетс (ЗХЛ)           |
| 123 | Конор Гарленд (ПН)    | США          | Аризона Койотс                                | Монктон Вайлдкетс (QMJHL)      |
| 124 | Ітан Бер (З)          | Канада       | Едмонтон Ойлерс                               | Сієтл Тандербердс (ЗХЛ)        |
| 125 | Дмитро Тимашов (LW)   | Швеція       | Торонто Мейпл-Ліфс                            | Квебек Ремпартс (QMJHL)        |
| 126 | Люк Стівенс (ЛН)      | США          | Кароліна Гаррікейнс                           | Ноубл і Грінаф (USHS)          |
| 127 | Ніко Міккола (З)      | Фінляндія    | Сент-Луїс Блюз (з Нью-Джерсі)                 | КалПа Куопіо                   |
| 128 | Давід Каше (RW)       | Чехія        | Філадельфія Флайєрс                           | ХК Хомутов                     |
| 129 | Сем Руопп (З)         | Канада       | Колумбус Блю-Джекетс                          | Прінс-Джордж Кугарс (ЗХЛ)      |
| 130 | Карліс Чуксте (З)     | Латвія       | Сан-Хосе Шаркс                                | ХК Рига-2                      |
| 131 | Меттью Бредлі (Ц)     | Канада       | Монреаль Канадієнс (з Колородо)               | Медисин-Гет Тайгерс (ЗХЛ)      |
| 132 | Карк Бакман (ЛН)      | США          | Флорида Пантерс                               | Академія Калвер (USHS)         |
| 133 | Джозеф Чекконі (З)    | США          | Даллас Старс                                  | Маскегон Ламберджекс (ХЛСШ)    |
| 134 | Метт Шмолтц (ПН)      | Канада       | Лос-Анджелес Кінгс                            | Садбері Вулвс (ОХЛ)            |
| 135 | Кирило Капризов (ЛН)  | Росія        | Міннесота Вайлд (з Бостона)                   | Металург Новокузнецьк          |
| 136 | Павло Карнаухов (ЛН)  | Білорусь     | Калгарі Флеймс                                | Калгарі Гітмен (ЗХЛ)           |
| 137 | Домінік Сімон (ЛН)    | Чехія        | Піттсбург Пінгвінс                            | ХК Пльзень                     |
| 138 | Спенсер Смоллмен (ПН) | Канада       | Кароліна Гаррікейнс (з Вінніпега)             | Сент-Джон Сі-Догс (QMJHL)      |
| 139 | Хрістіан Ярош (З)     | Словаччина   | Оттава Сенаторс                               | ХК Лулео                       |
| 140 | Чейз Пірсон (Ц)       | Канада       | Детройт Ред-Вінгс                             | Янгстаун Фантомс (ХЛСШ)        |
| 141 | Вееті Вайніо (З)      | Фінляндія    | Колумбус Блю-Джекетс (з Міннесоти)            | Еспоо Блюз                     |
| 142 | Рудолфс Балчерс (ЛН)  | Латвія       | Сан-Хосе Шаркс (з НЙ Айлендерс)               | Ставангер Ойлерс               |
| 143 | Коннор Гоббс (З)      | Канада       | Вашингтон Кепіталс                            | Реджайна Петс (ЗХЛ)            |
| 144 | Карл Нілл (З          | Канада       | Ванкувер Канакс                               | Шербрук Фінікс (QMJHL)         |
| 145 | Карел Веймелка (В)    | Чехія        | Нашвілл Предаторс                             | ХК Пардубице                   |
| 146 | Люк Опілка (В)        | США          | Сент-Луїс Блюз                                | U.S. NTDP (ХЛСШ)               |
| 147 | Раєн Пілон (З)        | Канада       | Нью-Йорк Айлендерс (з Монреаля через Флориду) | Брендтон Віт-Кінгс (ЗХЛ)       |
| 148 | Трой Террі (ПН/Ц)     | США          | Анагайм Дакс                                  | U.S. NTDP (ХЛСШ)               |
| 149 | Адам Годетт (Ц)       | США          | Ванкувер Канакс (з НЙ Рейнджерс)              | Седар-Репідс РафРайдерс (ХЛСШ) |
| 150 | Раєн Цульсдорф (З)    | США          | Тампа-Бей Лайтнінг                            | Су-Сіті Маскетірс (ХЛСШ)       |
| 151 | Радован Бондра (ПН)   | Словаччина   | Чикаго Блекгокс                               | ХК Кошице                      |

### Шостий раунд
| №   | Гравець         | Громадянство | Клуб НХЛ        | Попередня команда |
| --- | --------------- | ------------ | --------------- | ----------------- |
| 174 | Лукаш Яшек (ПН) | Чехія        | Ванкувер Канакс | Оцеларжи (ЧЕ)     |

## Задрафтовані гравці за громадянством
| №  | Країна           | Кількість виборів | Відсоток |
|    | Північна Америка | 134               | 63.5%    |
| -- | ---------------- | ----------------- | -------- |
| 1  | Канада           | 80                | 37.9%    |
| 2  | США              | 54                | 25.6%    |
|    | Європа           | 76                | 36.0%    |
| 3  | Швеція           | 20                | 9.5%     |
| 4  | Росія            | 17                | 8.1%     |
| 5  | Фінляндія        | 13                | 6.2%     |
| 6  | Чехія            | 11                | 5.2%     |
| 7  | Словаччина       | 5                 | 2.4%     |
| 8  | Швейцарія        | 4                 | 1.9%     |
| 9  | Латвія           | 3                 | 1.4%     |
| 10 | Білорусь         | 1                 | 0.5%     |
|    | Німеччина        | 1                 | 0.5%     |
|    | Нідерланди       | 1                 | 0.5%     |
|    | Азія             | 1                 | 0.5%     |
|    | Китай            | 1                 | 0.5%     |